# Acronicta melaleuca
Acronicta melaleuca là một loài bướm đêm trong họ Noctuidae.